# تفسیر هدایت
تفسیر هدایت یا تفسیر من هدی القرآن از تفاسیر شیعی قرآن به زبان عربی، تألیف محمد تقی مدرسی است. این تفسیر ۱۸ جلد دارد و تفسیری کامل از تمامی آیات قرآن‌است. نگارش این تفسیر از تاریخ ۱۹۷۸ میلادی در کویت آغاز شده و تألیف آن حدود شش سال به طول انجامیده‌ است. ترجمه فارسی این تفسیر بنام «هدایت قرآن»، توسط مؤسسه چاپ و انتشارات آستان قدس رضوی در سال ۱۳۷۷ خورشیدی منتشر گردیده‌است.
مؤلف در اين كتاب از روش تدبر و تفسير اجتماعی استفاده كرده، سعی كرده بحثهای اضافی لغوی و يا فلسفی كه كمكی در فهم ایات قران می كند را از تفسير حذف كند و كمتر به بحثهاي مطول اراء مفسرين پرداخته است. 